# Вински коњи
Вински коњи је трка коња која се дешава почетком маја у Караваки де ла Круз, у јужној Шпанији, као део свечаности које славе локалног заштитника и одају почаст реликвији Истинског крста. Датира из 13. века; 2004. године свечаности су проглашене међународним туристичким интересом, а 2020. године уврштене су на Листу нематеријалног културног наслеђа УНЕСКА.

## Историја
У 13. веку, витезови темплари су заузели град и изградили замак који и данас доминира градом. Напад Мавара присилио их је да се са становницима повуку у утврђење. Мавари су затровали бунаре, резервоари воде у замку су се постепено празнили, оно мало што је остало на дну заударало је и изазвало епидемију. Витезови су стога одлучили да напусте дворац и потраже свеже залихе. Нису били успешни, али су на крају нашли вино. Натоварили су га у мехове и везали за коње, галопирали уз брдо, пробили непријатељске редове и донели људима драгоцену течност. Они су благословили вино са Истинским крстом из Караваке и дали га онима који су се разболели због загађене воде и они су се одмах опоравили; затим су у резервоарима помешали благословено вино са отровном водом, вино је благословено у присуству крста, а вода се чудесно очистила. Град је поново могао да се одупре нападима. Витезови су сматрани херојима, а захвалне жене поклањале су им цвеће, одећу и богато везену ћебад за коње.
Постоји и друга, маварска прича: У околини постоји велика традиција производње вина. у прошлости су богати винари  своје вино односили у светилиште како би добили благослов часног крста. Наравно, тражење благослова је нешто посебно и њихови коњи су били лепо украшени. У међувремену, слугама је било досадно да чекају своје господаре. И почели су са тркама коња, као пример њихове сопствене храбрости.

### Истински крст
Каравака де ла Круз једно је од три најважнија ходочасничка места у Шпанији. У капели базилике налази се lignum crucis, комад дрвета са крста на којем је Исус разапет. Према локалној легенди, чудесно се појавио 3. маја 1232. године, у време маварско-хришћанских ратова.
У почетку су lignum crucis чували темплари, затим ред Сантијага; данас се чува у реликвијару у облику двокраког крста, са уметнутим драгим камењем. Званично је признат у 18. веку. Његово присуство не привлачи само хиљаде ходочасника, већ и Папе редовно посећују град.
Сматра се да је Истински крст благословио вино и очистило затровану воду у доба опсаде града од стране Мавара.

## Традиција "Винских коња"
Los Caballos del Vino (Вински коњи) одржава се сваке године од 1. до 5. маја у Каравака де ла Круз и чини део свечаности која се одржава у част Сантисима и Истинског крста (Vera Cruz) у Караваки. Ритуал се састоји од низа догађаја у којима је коњ главни јунак. Знања и технике које се односе на бригу, узгој, запрегу и руковање коњима преносе се у породицама и групама, а технике везења (покривача за коње) уче се у радионицама и породицама за везење. Однос између људи и коња, заснован на поштовању и сарадњи, такође се преноси генерацијама.
Почетак феште је 30. априла са Ноћи хлебних мрвица. Улице су препуне бендова и људи које се састају да скувају ово типично јело од презле, белог лука, сардина и кобасица, које се касније окупе на тргу Plaza del Hoyo да изаберу најбоље јело. Првог маја одржавају се веома популарни догађаји као што су Понуда цвећа, Такмичење коња без седла и Изложба огртача за коње, правих уметничкиха дела тканих свиленим, сребрним и златним нитима који ће наредног дана украсити коње.
Дана 2. маја се одржава трка 60 коња, са по четири младића са стране коња, од подножја до дворца на брду, укупно 80 м, са нагибом од 14%. Учесници трке, а и публика, обучени су у беле кошуље, црне панталоне и црвену мараму око врата. Сва четворица морају стићи до врха да би имали шансу да освоје титулу. Учешће на догађају је породична традиција, а трупе су дугогодишњи ривали. Коњи су прекривени огртачима који се састоје из преко 10 делова, везени и украшени, израђивани претходне године, између две трке, са ценом и до више хиљада евра. Као куриозитет, најбоље забележено време до сада је било 7 секунди и 713 хиљадитих, које је постигнуто 2016. године. Хиљаде људи окупља се на падинама градског дворца Витезова темплара, где се одиграва традиција.
Поред трке коња, током пет дана прославе, одигравају се и други занимљиви догађаји као: парада музичких група, певање химне Караваке, миса у храму, параде винских коња и јахача, парада Мавара и хришћана, дечја парада, ватромет...

## УНЕСКО-в регистар
"Вински коњи" су уписани 2020. на листу нематеријалног културног наслеђа УНЕСКА.